# Eurocoupe féminine de basket-ball 2016-2017
Navigation
Saison précédente Saison suivante
L’Eurocoupe de basket-ball 2016-2017 est la 15e édition de la seconde compétition européenne de clubs de basket-ball féminins derrière l’Euroligue.

## Équipes
Les 32 formations qualifiées sont réparties en deux conférences géographiques (est/sud-est et centre/ouest) afin de limiter les frais de déplacement.
| Équipes reversées d’Euroligue  | Équipes reversées d’Euroligue    | Équipes reversées d’Euroligue | Équipes reversées d’Euroligue |
| ------------------------------ | -------------------------------- | ----------------------------- | ----------------------------- |
| Basket Lattes Montpellier      | Wisła Can-Pack Cracovie          | Hatay BŞB                     | ESB Villeneuve-d'Ascq LM      |
| Saison régulière               |                                  |                               |                               |
| Conférence 1                   | Conférence 1                     | Conférence 2                  | Conférence 2                  |
| Sparta&K région de Moscou (4e) | Aluinvent DVTK Miskolc (4e)      | Cavigal Nice Basket 06 (3e)   | Mithra Castors Braine (1er)   |
| MBA Moscou (5e)                | Good Angels Košice (1er)         | Basket Landes (4e)            | BC Namur-Capitale (2e)        |
| Dynamo Novossibirsk (6e)       | Hoptrans-Sirenos Kaunas (1er)    | Basketball Nymburk (2e)       | Luleå BBK (1er)               |
| AGÜ Kayseri (4e)               | Maccabi Bnot Ashdod (1er)        | Uni Gérone (2e)               | Udominate Basket Umeå (2e)    |
| Galatasaray İstanbul (5e)      | TTT Riga (1er)                   | Virtus Eirene Raguse (3e)     | TSV 1880 Wasserburg (1er)     |
| PINKK-Pécsi 424 (3e)           | Olympiakós Le Pirée (1er)        | Reyer Venise (3e)             | CUS Ponta Delgada (1er)       |
| Tour de qualification          |                                  |                               |                               |
| Conférence 1                   | Conférence 1                     | Conférence 2                  | Conférence 2                  |
| Ienisseï Krasnoïarsk (7e)      | Université du Proche-Orient (8e) | Flammes Carolo basket (6e)    | Grüner Stern Keltern (4e)     |
| Tchevakata Vologda (8e)        | PEAC-Pécs (5e)                   | Nantes-Rezé Basket (8e)       | Eisvögel USC Fribourg (9e)    |
| İstanbul Üniversitesi (6e)     | Ceglédi EKK (6e)                 | Valosun KP Brno (5e)          | Elfic Fribourg Basket (2e)    |
| Samsun Canik BK (7e)           | Piešťanské Čajky (2e)            | Basket Gdynia (5e)            | Amsterdam Angels (?)          |

|  | Vainqueur                                 |
|  | Finaliste                                 |
|  | Éliminés en demi-finales                  |
|  | Éliminés en quarts de finale              |
|  | Éliminés en huitièmes de finale           |
|  | Éliminés en seizièmes de finale           |
|  | Éliminés à l’issue de la saison régulière |
|  | Éliminés en tour de qualification         |

### Chapeaux
| Conférence 1                                                                  | Conférence 1                                                             | Conférence 1                                                                   | Conférence 1 |
| Pot 1                                                                         | Pot 2                                                                    | Pot 3                                                                          | Pot 4 |
| ----------------------------------------------------------------------------- | ------------------------------------------------------------------------ | ------------------------------------------------------------------------------ | --- |
| Galatasaray İstanbul Sparta&K région de Moscou AGÜ Kayseri Good Angels Košice | Aluinvent DVTK Miskolc Maccabi Bnot Ashdod PINKK-Pécsi 424 TTT Riga      | Dynamo Novossibirsk MBA Moscou Hoptrans-Sirenos Kaunas Olympiakós Le Pirée     | Vainqueur du tour de qualification 1 Vainqueur du tour de qualification 2 Vainqueur du tour de qualification 3 Vainqueur du tour de qualification 4 |
| Conférence 2                                                                  |                                                                          |                                                                                | |
| Pot 1                                                                         | Pot 2                                                                    | Pot 3                                                                          | Pot 4 |
| Mithra Castors Braine Basket Landes BC Namur-Capitale TSV 1880 Wasserburg     | Basketball Nymburk Reyer Venise Udominate Basket Umeå Uni Gérone         | Luleå BBK CUS Ponta Delgada Cavigal Nice Basket 06 Virtus Eirene Raguse        | Vainqueur du tour de qualification 5 Vainqueur du tour de qualification 6 Vainqueur du tour de qualification 7 Vainqueur du tour de qualification 8 |
| Pots des tours de qualification                                               |                                                                          |                                                                                | |
| Conférence 1                                                                  | Conférence 1                                                             | Conférence 2                                                                   | Conférence 2 |
| Pot 1                                                                         | Pot 2                                                                    | Pot 1                                                                          | Pot 2 |
| İstanbul Üniversitesi PEAC-Pécs Tchevakata Vologda Ienisseï Krasnoïarsk       | Piešťanské Čajky Samsun Canik BK Ceglédi EKK Université du Proche-Orient | Nantes-Rezé Basket Flammes Carolo basket Valosun KP Brno Elfic Fribourg Basket | Amsterdam Angels Basket Gdynia Grüner Stern Keltern Eisvögel USC Fribourg                                                                           |

## Tour de qualification
Les matchs aller se joueront les 5 et 6 octobre et les matchs retour les 12 et 13 octobre 2016.
* indique l'équipe qui reçoit.

### Conférence 1
| Équipe 1              | Score   | Équipe 2                    | Aller  | Retour |
| --------------------- | ------- | --------------------------- | ------ | ------ |
| Tchevakata Vologda    | 140–152 | Samsun Canik BK             | 79–*82 | *61–70 |
| PEAC Pécs             | 142–138 | Piešťanské Čajky            | *64–74 | 78–*64 |
| İstanbul Üniversitesi | 121–139 | Université du Proche-Orient | 53–*82 | *68–57 |
| Ienisseï Krasnoïarsk  | 139–159 | Ceglédi EKK                 | 72–*94 | *67–65 |

### Conférence 2
| Équipe 1              | Score   | Équipe 2              | Aller  | Retour |
| --------------------- | ------- | --------------------- | ------ | ------ |
| Elfic Fribourg Basket | 149–126 | Basket Gdynia         | 64–*74 | *85–52 |
| Flammes Carolo basket | 151-121 | Eisvögel USC Fribourg | 71–*64 | *80-57 |
| Valosun KP Brno       | 114–142 | Grüner Stern Keltern  | 59–*69 | *55–73 |
| Nantes-Rezé Basket    | 164–148 | Amsterdam Angels      | 87–*66 | *77-82 |

## Saison régulière
La saison régulière se déroule du 26 octobre au 15 décembre 2016.
- Équipes qualifiées pour les seizièmes de finale
- Équipes éliminées

### Conférence 1

#### Groupe A
| Rang | Équipe                         | Pts | J | G | P | Pp  | Pc  | Diff |  | Résultats (dom.\ext.)          |       |       |       |       |
| ---- | ------------------------------ | --- | - | - | - | --- | --- | ---- |  | ------------------------------ | ----- | ----- | ----- | ----- |
| 1    | Maccabi Bnot Ashdod            | 11  | 6 | 5 | 1 | 434 | 389 | 45   |  | Hoptrans-Sirenos Kaunas        |       | 68-79 | 74-71 | 61-76 |
| 2    | Ceglédi EKK                    | 10  | 6 | 4 | 2 | 425 | 382 | 43   |  | Sparta&K Moscow Region Vidnoje | 78-59 |       | 60-71 | 66-79 |
| 3    | Sparta&K Moscow Region Vidnoje | 8   | 6 | 2 | 4 | 383 | 402 | -19  |  | Maccabi Bnot Ashdod            | 84-65 | 63-50 |       | 63-59 |
| 4    | Hoptrans-Sirenos Kaunas        | 7   | 6 | 1 | 5 | 387 | 456 | -69  |  | Ceglédi EKK                    | 68-60 | 62-50 | 81-82 |       |

#### Groupe B
| Rang | Équipe              | Pts | J | G | P | Pp  | Pc  | Diff |  | Résultats (dom.\ext.) |       |       | PIN   | PEA   |
| ---- | ------------------- | --- | - | - | - | --- | --- | ---- |  | --------------------- | ----- | ----- | ----- | ----- |
| 1    | Bellona AGÜ Kayseri | 12  | 6 | 6 | 0 | 444 | 370 | 74   |  | MBA Moscou            |       | 57-71 | 67-63 | 73-69 |
| 2    | PEAC-Pécs           | 9   | 6 | 3 | 3 | 436 | 391 | 45   |  | Bellona AGÜ Kayseri   | 81-69 |       | 65-47 | 74-73 |
| 3    | MBA Moscou          | 9   | 6 | 3 | 3 | 398 | 436 | -38  |  | PINKK-Pécsi 424       | 65-71 | 62-84 |       | 66-74 |
| 4    | PINKK-Pécsi 424     | 6   | 6 | 0 | 6 | 351 | 432 | -81  |  | PEAC-Pécs             | 87-61 | 62-69 | 71-48 |       |

#### Groupe C
| Rang | Équipe               | Pts | J | G | P | Pp  | Pc  | Diff |  | Résultats (dom.\ext.) |       | GAL   |       | SAM   |
| ---- | -------------------- | --- | - | - | - | --- | --- | ---- |  | --------------------- | ----- | ----- | ----- | ----- |
| 1    | Galatasaray İstanbul | 12  | 6 | 6 | 0 | 485 | 377 | 108  |  | Dynamo Novossibirsk   |       | 58-73 | 56-65 | 89-70 |
| 2    | TTT Riga             | 10  | 6 | 4 | 2 | 461 | 372 | 89   |  | Galatasaray İstanbul  | 75-52 |       | 77-66 | 87-66 |
| 3    | Dynamo Novossibirsk  | 7   | 6 | 1 | 5 | 369 | 424 | -55  |  | TTT Riga              | 78-59 | 60-83 |       | 98-62 |
| 4    | Samsun Canik BK      | 7   | 6 | 1 | 5 | 371 | 513 | -142 |  | Samsun Canik BK       | 63-55 | 75-90 | 35-94 |       |

#### Groupe D
| Rang | Équipe                      | Pts | J | G | P | Pp  | Pc  | Diff |  | Résultats (dom.\ext.)       |       |       |       |       |
| ---- | --------------------------- | --- | - | - | - | --- | --- | ---- |  | --------------------------- | ----- | ----- | ----- | ----- |
| 1    | Université du Proche-Orient | 12  | 6 | 6 | 0 | 441 | 326 | 115  |  | Olympiakós Le Pirée         |       | 85-78 | 93-58 | 53-55 |
| 2    | Good Angels Košice          | 9   | 6 | 3 | 3 | 410 | 404 | 6    |  | Good Angels Košice          | 72-59 |       | 82-67 | 65-69 |
| 3    | Olympiakós Le Pirée         | 9   | 6 | 3 | 3 | 414 | 406 | 8    |  | Aluinvent DVTK Miskolc      | 60-61 | 54-67 |       | 53-71 |
| 4    | Aluinvent DVTK Miskolc      | 6   | 6 | 0 | 6 | 338 | 467 | -129 |  | Université du Proche-Orient | 83-63 | 70-46 | 93-46 |       |

### Conférence 2

#### Groupe E
| Rang | Équipe               | Pts | J | G | P | Pp  | Pc  | Diff |  | Résultats (dom.\ext.) |       |       |       |       |
| ---- | -------------------- | --- | - | - | - | --- | --- | ---- |  | --------------------- | ----- | ----- | ----- | ----- |
| 1    | Virtus Eirene Raguse | 11  | 6 | 5 | 1 | 363 | 300 | 63   |  | Nantes-Rezé Basket    |       | 74-52 | 46-65 | 72-62 |
| 2    | Basketball Nymburk   | 10  | 6 | 4 | 2 | 364 | 329 | 35   |  | BC Namur-Capitale     | 52-77 |       | 43-64 | 54-61 |
| 3    | Nantes-Rezé Basket   | 9   | 6 | 3 | 3 | 373 | 364 | 9    |  | Virtus Eirene Raguse  | 67-50 | 59-56 |       | 50-52 |
| 4    | BC Namur-Capitale    | 6   | 6 | 0 | 6 | 298 | 405 | -107 |  | Basketball Nymburk    | 66-54 | 70-41 | 53-58 |       |

#### Groupe F
| Rang | Équipe                   | Pts | J | G | P | Pp  | Pc  | Diff |  | Résultats (dom.\ext.)    |       |       |       |       |
| ---- | ------------------------ | --- | - | - | - | --- | --- | ---- |  | ------------------------ | ----- | ----- | ----- | ----- |
| 1    | Spar Citylift Uni Gérone | 12  | 6 | 6 | 0 | 457 | 357 | 100  |  | Rutronik Stars Keltern   |       | 68-69 | 73-62 | 66-83 |
| 2    | Rutronik Stars Keltern   | 9   | 6 | 3 | 3 | 405 | 391 | 14   |  | Mithra Castors Braine    | 62-68 |       | 97-42 | 56-65 |
| 3    | Mithra Castors Braine    | 9   | 6 | 3 | 3 | 424 | 355 | 69   |  | União Ponta Delgada      | 50-76 | 38-80 |       | 54-81 |
| 4    | União Ponta Delgada      | 6   | 6 | 0 | 6 | 313 | 496 | -183 |  | Spar Citylift Uni Gérone | 65-54 | 74-60 | 89-67 |       |

#### Groupe G
| Rang | Équipe                 | Pts | J | G | P | Pp  | Pc  | Diff |  | Résultats (dom.\ext.)  |       | LAN   | NIC   |       |
| ---- | ---------------------- | --- | - | - | - | --- | --- | ---- |  | ---------------------- | ----- | ----- | ----- | ----- |
| 1    | Reyer Venise           | 10  | 6 | 4 | 2 | 413 | 377 | 36   |  | Elfic Fribourg Basket  |       | 62-54 | 62-68 | 61-64 |
| 2    | Cavigal Nice Basket 06 | 10  | 6 | 4 | 2 | 371 | 376 | -5   |  | Basket Landes          | 62-64 |       | 78-57 | 83-80 |
| 3    | Elfic Fribourg Basket  | 8   | 6 | 2 | 4 | 360 | 391 | -31  |  | Cavigal Nice Basket 06 | 80-55 | 67-64 |       | 57-52 |
| 4    | Basket Landes          | 8   | 6 | 2 | 4 | 419 | 419 | 0    |  | Reyer Venise           | 63-56 | 89-78 | 65-42 |       |

#### Groupe H
| Rang | Équipe                | Pts | J | G | P | Pp  | Pc  | Diff |  | Résultats (dom.\ext.) |       |       | LUL   | UME   |
| ---- | --------------------- | --- | - | - | - | --- | --- | ---- |  | --------------------- | ----- | ----- | ----- | ----- |
| 1    | Flammes Carolo basket | 12  | 6 | 6 | 0 | 484 | 367 | 117  |  | Flammes Carolo basket |       | 69-62 | 79-47 | 83-72 |
| 2    | TSV 1880 Wasserburg   | 9   | 6 | 3 | 3 | 475 | 396 | 79   |  | TSV 1880 Wasserburg   | 51-70 |       | 95-59 | 82-83 |
| 3    | Udominate Basket Umeå | 9   | 6 | 3 | 3 | 435 | 488 | -53  |  | Luleå BBK             | 67-97 | 49-86 |       | 67-73 |
| 4    | Luleå BBK             | 6   | 6 | 0 | 6 | 360 | 503 | -143 |  | Udominate Basket Umeå | 68-86 | 66-99 | 73-71 |       |